# Oftia revoluta
Oftia revoluta är en flenörtsväxtart som först beskrevs av Ernst Meyer, och fick sitt nu gällande namn av Bocq. och Henri Ernest Baillon. Oftia revoluta ingår i släktet Oftia och familjen flenörtsväxter. Inga underarter finns listade i Catalogue of Life.